# Luís Álvares de Figueiredo
Dom Luís Álvares de Figueiredo (Mateus de Vila Real, 1670 - Salvador, 27 de agosto de 1735), filho de Manuel Álvares de Carvalho e de Francisca Antunes, foi um prelado português, arcebispo de São Salvador da Bahia e Primaz do Brasil.
Foi ordenado padre em 26 de dezembro de 1698. Em 5 de outubro de 1716, foi consagrado no Mosteiro de Nossa Senhora da Graça, bispo-auxiliar de Braga, com o título de bispo-titular de Verinópolis, sendo seu consagrante Dom Tomás de Almeida. Em 21 de fevereiro de 1725, foi elevado a arcebispo metropolita de São Salvador da Bahia, cargo que exerceu até a sua morte, em 27 de agosto de 1735